# Fluticasone
La fluticasone est un anti-inflammatoire stéroïdien de la famille des glucocorticoïdes.
Elle est utilisée dans le traitement de la bronchopneumopathie chronique obstructive, de l'asthme, de la rhinite allergique, des polypes nasaux et des maladies de la peau.
La fluticasone existe sous deux formes estérisées, le propionate de fluticasone et le furoate de fluticasone.

## Propionate de fluticasone
Le propionate de fluticasone est un ester dérivé de la fluticasone. Plus précisément, il s'agit de l'ester issu de la réaction entre la fluticasone et l’acide propanoïque.
Il s'agit d'une molécule très couramment utilisée en pneumologie, en oto-rhino-laryngologie ainsi qu'en dermatologie.

### Pneumologie
Le propionate de fluticasone est utilisé ici dans le traitement de l'asthme et de la BPCO.

Indiqués dans l'asthme, les noms commerciaux utilisés sont Flixotide (France) et Flovent (États-Unis).
Le propionate de fluticasone est aussi utilisé en association avec un béta2 mimétique pour traiter l'asthme persistant et la BPCO.

Les noms commerciaux utilisés sont Sérétide (France) et Advair (États-Unis).

### Oto-rhino-laryngologie
Le propionate de fluticasone est utilisé ici pour traiter la rhinite allergique.

Les noms commerciaux utilisés sont Flixonase (France) et Flonase (États-Unis).

### Dermatologie
Le propionate de fluticasone est utilisé ici pour traiter l'eczéma, la dermatite atopique, lichen et le psoriasis et est utilisé sous forme de crème et de pommade.

Le nom commercial est Flixovate.

## Furoate de fluticasone
Le furoate de fluticasone est un ester dérivé de la fluticasone. Plus précisément, il s'agit de l'ester issu de la réaction entre la fluticasone et l’acide 2-furoïque.

### Oto-rhino-laryngologie
Il s'agit d'une molécule indiquée dans le traitement des symptômes de la rhinite allergique et est utilisé sous forme de suspension pour pulvérisation nasale.

Les noms commerciaux utilisés sont Avamys (France, Canada), Veramyst (États-Unis), Furamist (Inde) et Ennhale (Inde).